# 권영주
권영주(1977년 ~ )는 대한민국의 일본어와 영어 번역가이다. 서울대학교 외교학과를 졸업하고 동 대학원에서 영문학을 전공했다. 대표적인 번역 작품으로 요네자와 호노부의 고전부 시리즈를 비롯한 여러 작품, 무라카미 하루키의 《애프터 다크》와, 온다 리쿠, 와카타케 나나미, 나카야마 시치리 같은 작가들의 작품을 번역하였다.

## 저작
- 조지핀 테이 작품(검은숲)
  - 브랫 패러의 비밀
  - 프랜차이즈 저택 사건

- 나카야마 시치리 작품(블루홀식스)
  - 속죄의 소나타
  - 추억의 야상곡

- 모리미 도미히코 작품
  - 달려라 메로스(시작)
  - 다다미 넉장반 세계일주(비채)

- 무라카미 하루키 작품(비채)
  - 애프터 다크
  - 오자와 세이지 씨와 음악을 이야기하다

- 미야베 미유키 작품
  - 벚꽃, 다시 벚꽃(비채)
  - 형사의 아이(박하)

- 미쓰다 신조 작품(비채)
  - 미즈치처럼 가라앉는 것
  - 산마처럼 비웃는 것
  - 염매처럼 신들리는 것
  - 잘린 머리처럼 불길한 것

- 아와사카 쓰마오
  - 아 아이이치로 시리즈
    - 아 아이이치로의 사고
    - 아 아이이치로의 낭패
    - 아 아이이치로의 도망

- 오가와 요코 작품(현대문학)
  - 고양이를 안고 코끼리와 헤엄치다
  - 바다
  - 세상 끝 아케이드
  - 인질의 낭독회

- 오쿠다 히데오 작품
  - 시골에서 로큰롤(은행나무)
  - 항구 마을 식당(알에이치코리아)

- 온다 리쿠 작품
  - 도코노 이야기
    - 빛의 제국
    - 민들레 공책
    - 엔드 게임

  - 코끼리와 귀울음
  - 나와 춤을
  - 네버랜드
  - 달의 뒷면
  - 도서실의 바다
  - 불연속 세계
  - 브라더 선 시스터 문
  - 삼월은 붉은 구렁을
  - 유지니아
  - 초콜릿 코스모스
  - 한낮의 달을 쫓다
  - 흑과 다의 환상
  - 1001초 살인 사건
  - Q&A

- 요네자와 호노부 작품(엘릭시르)
  - 고전부 시리즈
    - 빙과
    - 바보의 엔드 크레디트
    - 쿠드랴프카의 차례
    - 두 사람의 거리 추정
    - 멀리 돌아가는 히나

  - 개는 어디에
  - 리커시블
  - 안녕 요정
  - 보틀넥

- 와카타케 나나미 작품
  - 나의 미스터리한 일상(북폴리오)
  - 네 탓이야(북폴리오)
  - 의뢰인은 죽었다(북폴리오)
  - 다이도지 케이의 사건 수첩(시작)
  - 명탐정은 밀항중(노블마인)

- 나는 어떻게 번역가가 되었는가?(에드워드 사이덴스티커, 씨앗을뿌리는사람
- 우아한지 어떤지 모르는(마쓰이에 마사시, 비채)
- 행각승 지장 스님의 방랑(아리스가와 아리스, 작가정신)